# Verdant Works

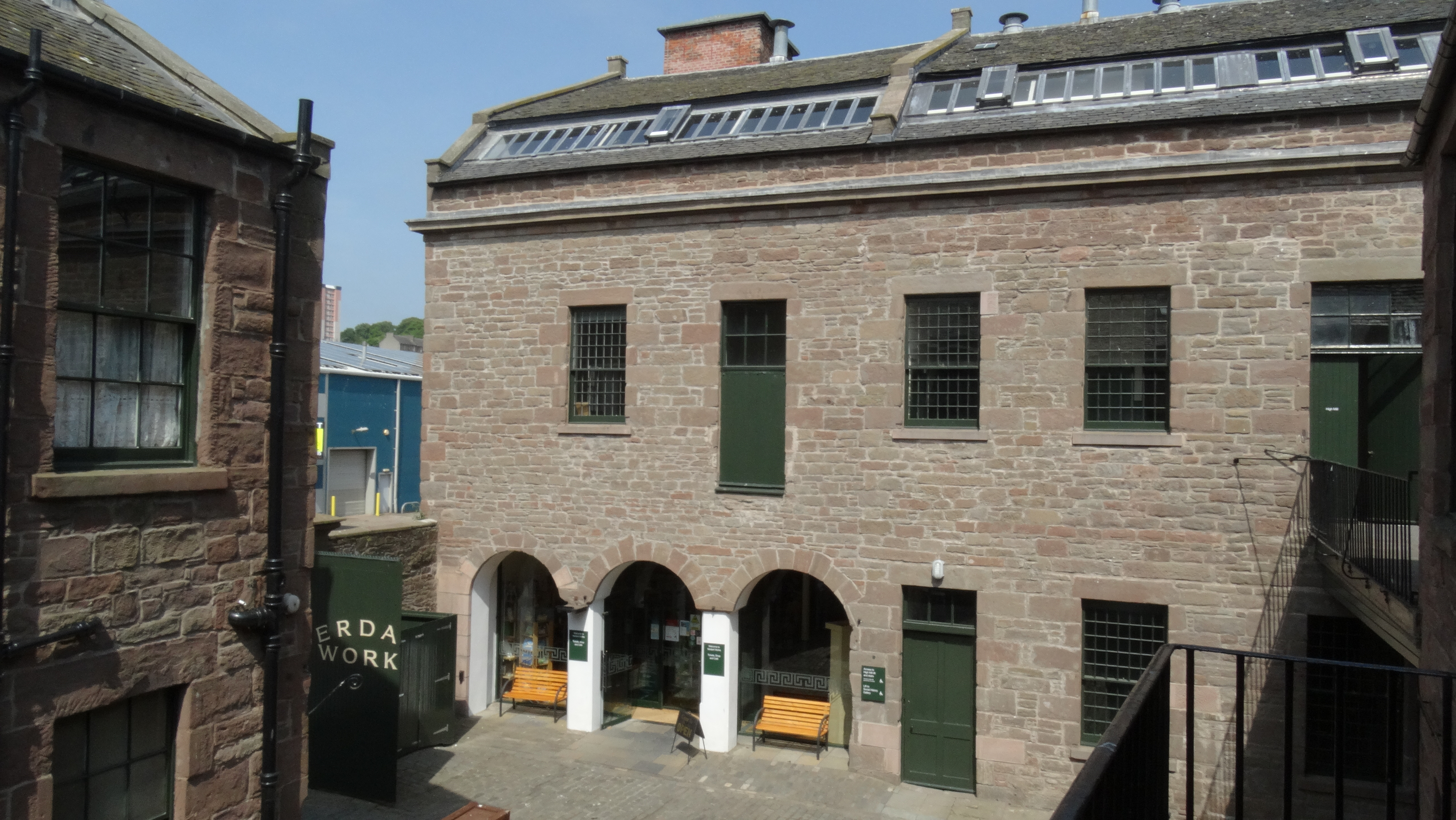
Verdant Works

Die Verdant Works waren ein textilproduzierendes Unternehmen in der schottischen Stadt Dundee in der gleichnamigen Council Area. Heute befindet sich in den Gebäuden ein Textilmuseum. 1987 wurde die Textilmühle in die schottischen Denkmallisten in der höchsten Denkmalkategorie A aufgenommen.

## Geschichte
Im Zuge der industriellen Revolution im 19. Jahrhundert entwickelte sich Dundee zu einem der bedeutendsten Standorten der Textilindustrie im Vereinigten Königreich. Zur Hochzeit im späten 19. Jahrhundert waren dort um 60 Textilmühlen in Betrieb, die mehr als 50.000 Personen beschäftigten. Rund zwei Drittel der Arbeiter waren Frauen.
Die Verdant Works wurden im Jahre 1833 von David Lindsay gegründet. Im Laufe des Jahrhunderts wurde der Standort mehrfach erweitert. Später erwarben zunächst Ewan & Young und dann Alexander Thomson das Unternehmen. 1864 waren 500 Personen in den Verdant Works beschäftigt. Bezüglich der Größe befand sich das Unternehmen damit auf Platz 16 der Textilmühlen in Dundee. 1889 wurde die Produktion von Flachsfaser eingestellt. Ab 1893 stellten Alexander Thomson & Sons die Verdant Works auf die Verarbeitung von Abfällen aus der Juteproduktion um, die beispielsweise als Matratzenfüllung genutzt wurden.
1996 wurde in den Gebäuden der zwischenzeitlich aufgelassenen Textilmühle ein Museum eröffnet. Es befasst sich mit der wirtschaftshistorisch bedeutenden Verarbeitung von Jute und Flachsfaser in Dundee. 2016 wurden weitere Museumsräume in der High Mill eröffnet.

## Beschreibung
Die Gebäude stehen an der Einmündung der Miln Street in den West Henderson’s Wynd am Westrand des Stadtzentrums von Dundee. Mit den Tay Works und den South Mills befinden sich zwei weitere Textilmühlen in der unmittelbaren Umgebung. Das Mauerwerk der Verdant Works besteht aus ungleichförmigen Steinquadern, die zu einem Schichtenmauerwerk verbaut wurden. Die zweistöckige Nordfassade entlang der Miln Street ist 18 Achsen weit. Von der Nordwestkante ragt ein Kamin auf, dessen oberer Abschnitt aus Backstein aufgebaut ist. Die abschließenden Dächer des komplexen Bauwerks sind mit Schiefer eingedeckt.